# 文化財防火デー

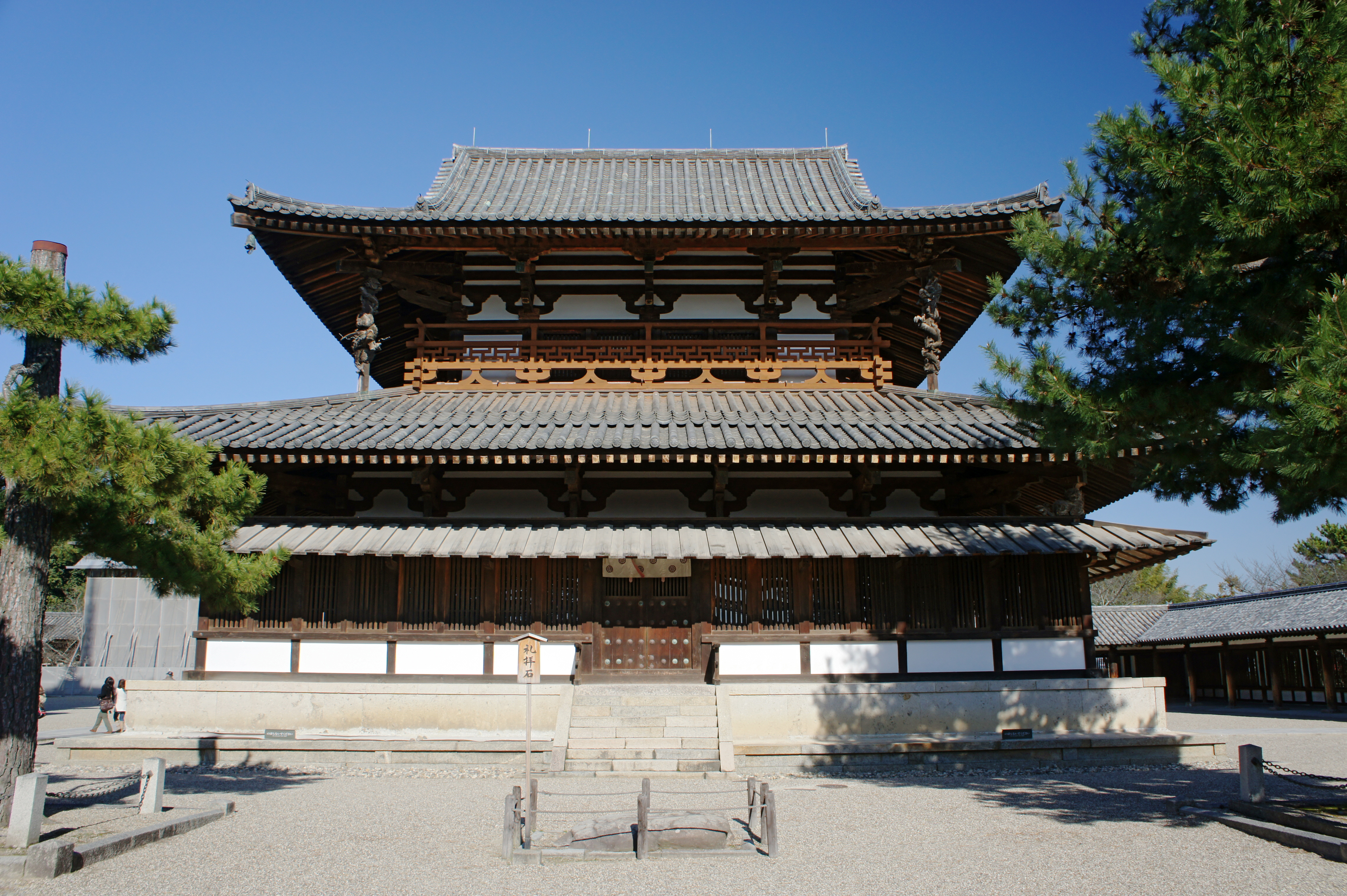
法隆寺金堂

文化財防火デー（ぶんかざいぼうかデー）は、日本の記念日の一つ。1月26日。
文化財を火災・震災その他の災害から守るとともに、日本国民の文化財愛護思想の高揚を図る目的で、1955年（昭和30年）に当時の文化財保護委員会（現在の文化庁）と国家消防本部（現在の消防庁）が制定した。

## 概要
1949年（昭和24年）1月26日早朝、現存する世界最古の木造建造物である法隆寺の金堂で火災が発生し、堂内の壁画の大半が焼損した。壁画は長年、自然災害や兵火にも遭わず飛鳥時代の芸術を伝えてきたものだった。その焼損は日本国民に強い衝撃を与えただけでなく、当時のロンドン・タイムズの東京支局長フランク・ホーレーも「法隆寺は外国人にとっても非常に興味を持たれている・・・法隆寺が焼けてしまったと聞いたらどんなに悲しむことか・・・日本人はこうした“貴重なもの”の取扱いが全く下手でデタラメだ」と語った。
そればかりでなく、同年2月には愛媛県の松山城の筒井門等3棟が、6月には北海道の松前城の天守等2棟が焼失した。半年の間に3件の国宝（当時）が火災に遭ったのである。これらの事件によって日本国民の間でも、火災などの災害から文化財を保護する必要性について議論が高まり、1950年（昭和25年）に文化財保護法が制定される一つの契機となった。
1955年（昭和30年）、文化財保護行政が確立するとともに、日本国民への普及啓発事業が行われるようになった。その一環として、当時の文化財保護委員会（現在の文化庁）と国家消防本部（現在の消防庁）が、文化財を火災・震災その他の災害から守るとともに、日本国民の文化財愛護思想の高揚を図るため、1月26日を「文化財防火デー」と定めた。この日が選ばれたのは、法隆寺金堂が焼損した日であること、また、冬季が1年のうちで最も火災が発生しやすい時期であることからである。
以来、毎年この日を中心に、文化庁、消防庁、教育委員会、文化財所有者等が連携して、日本各地で防火訓練などの文化財防火運動が行われている。また、国庫補助による国宝建造物等への火災報知機やスプリンクラー設備などの設置も進められた。1950年（昭和25年）の文化財保護法施行以降に指定された日本の国宝建造物には火災で焼失した例はない（2008年（平成20年）4月現在）。2004年（平成16年）の第50回文化財防火デーの際には、記念事業として、文化財防火・保護に携わってきた54団体に『文化財防火功労賞』が贈呈された。